# 주크로아티아 대한민국 대사관
주 크로아티아 대한민국 대사관은 2005년 크로아티아 자그레브에 개설된 대한민국 외교부 소속의 대사관이다. 이 공관은 보스니아 헤르체고비나 주재 대한민국 대사관을 겸임한다.

## 역사
대한민국은 1992년 4월 15일에 크로아티아를 주권 국가로 승인했으며 1992년 11월 18일에 크로아티아와 수교했다. 대한민국 정부는 크로아티아와 수교한 이후에 한동안 주헝가리 대한민국 대사관에서 크로아티아와 관련된 외교 임무를 겸임해 오다가 2005년 12월 12일에 크로아티아 자그레브에 주크로아티아 대한민국 대사관을 설립했다. 크로아티아 정부는 2018년 10월 25일에 대한민국 서울에 주한 크로아티아 대사관을 설립했다.

## 역대 공관장
| 대수           | 성명           | 임명        |
| -------------- | -------------- | ----------- |
| 제1대 대사대리 | 정정검(鄭貞儉) | 2005년 12월 |
| 제2대 대사대리 | 변대호(邊大豪) | 2007년 3월  |
| 제1대 대사     | 변대호(邊大豪) | 2007년 12월 |
| 제2대 대사     | 박성웅(朴聖雄) | 2010년 3월  |
| 제3대 대사     | 서형원(徐炯源) | 2013년 6월  |
| 제4대 대사     | 박원섭(朴源燮) | 2016년 6월  |
| 제5대 대사     | 김동찬(金東燦) | 2019년 5월  |
| 제6대 대사     | 홍성욱         | 2022년 3월  |